# Jetschke Industriefahrzeuge
Die Firma Hans Joachim Jetschke Industriefahrzeuge (GmbH & Co.) KG ist ein norddeutscher Vertragspartner der Linde Material Handling GmbH mit Sitz in Hamburg. Das Unternehmen vertreibt im Kern Linde-Gabelstapler aller Art und Größe sowie Dienstleistungen rund um Flurförderfahrzeuge und komplette Lösungspakete für die Intralogistik. Ergänzt wird das Produktprogramm durch zahlreiche Komplementärprodukte rund um das Thema Lösungen der Intralogistik.

## Geschichte

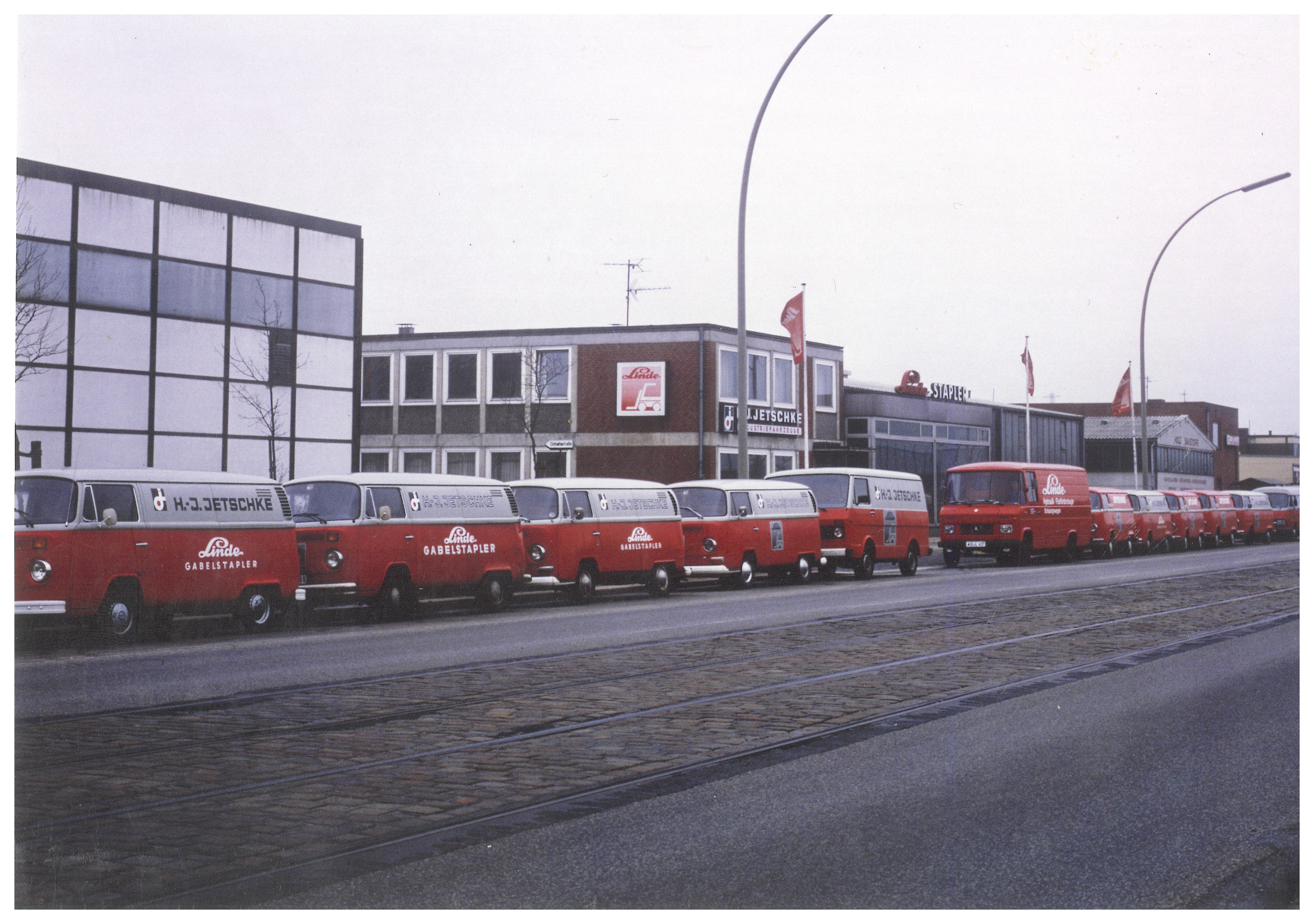
Jetschke Kundendienstwagen in den 1970er Jahren

Gegründet wurde die Firma Hans Joachim Jetschke Industriefahrzeuge 1963 in Hamburg von Hans Joachim Jetschke in Partnerschaft mit dem Weltkonzern Linde. Seinen heutigen Standort in Hamburg-Wilhelmsburg bezog das Unternehmen 1971. 1978 beteiligte sich der ehemalige Geschäftsführende Gesellschafter Dieter Manske nach sechs Jahren als Verkaufsleiter an der Firma. Als Hans Joachim Jetschke 1979 verstarb, führte Dieter Manske das Unternehmen mit der Witwe Jetschke weiter. Nach deren Ausscheiden im Jahr 1981 erhielt Linde Material Handling GmbH 21 Prozent des Gesellschaftskapitals, der andere Teil ging an Dieter Manske sowie an seinen Sohn. Im Jahr 2009 wurde das Firmengelände um 6800 m² erweitert. 2017 wurde Nils Lastig Geschäftsführer. Mit dem Ausscheiden von Dieter Manske im Jahr 2020 wurde Nils Lastig zum alleinigen Geschäftsführer. Seit dem 1. Februar 2021 ist Jetschke hundertprozentige Tochtergesellschaft der Linde Material Handling GmbH.

## Produkte und Dienstleistungen

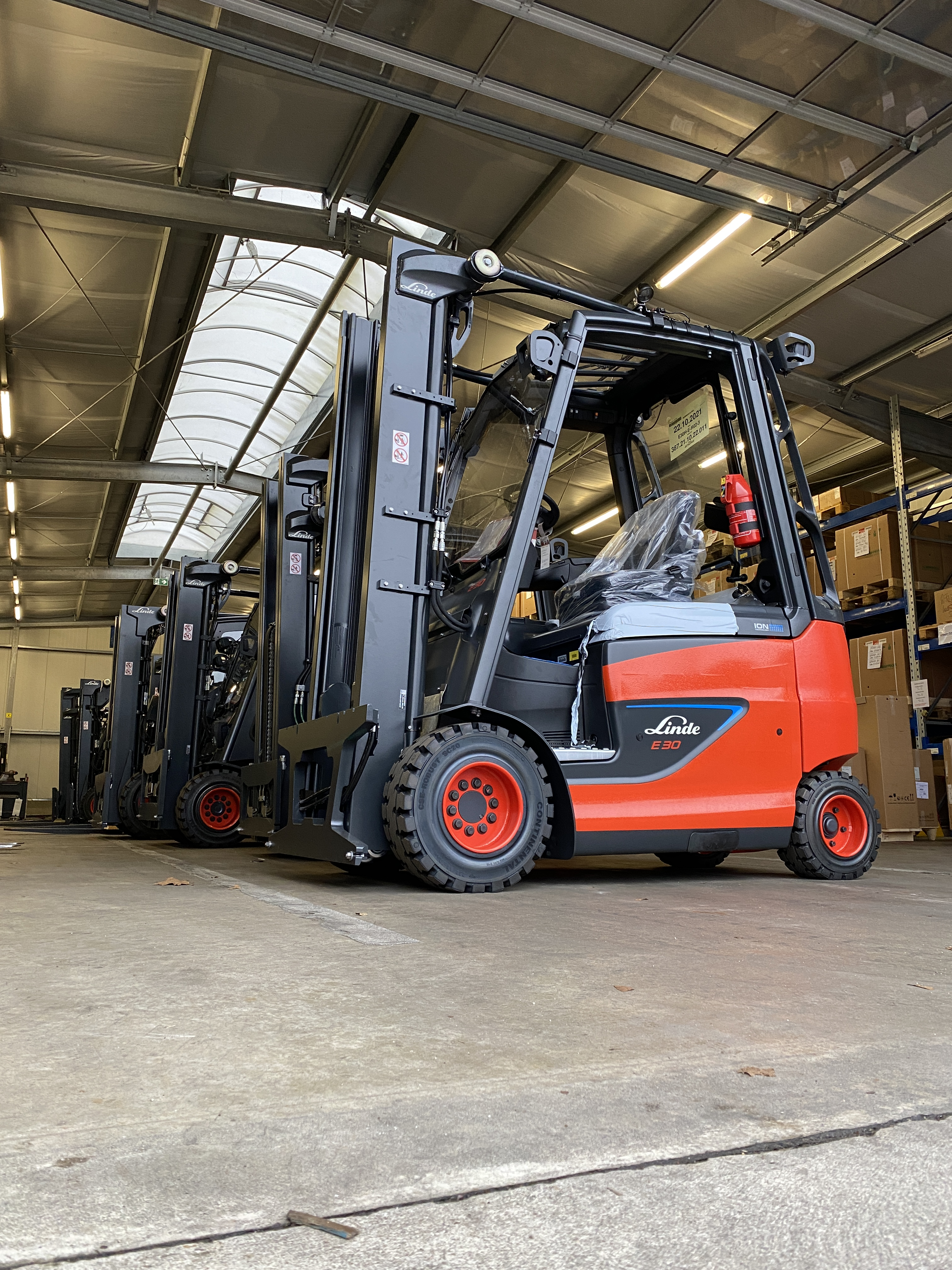
Linde E30

### Produkte

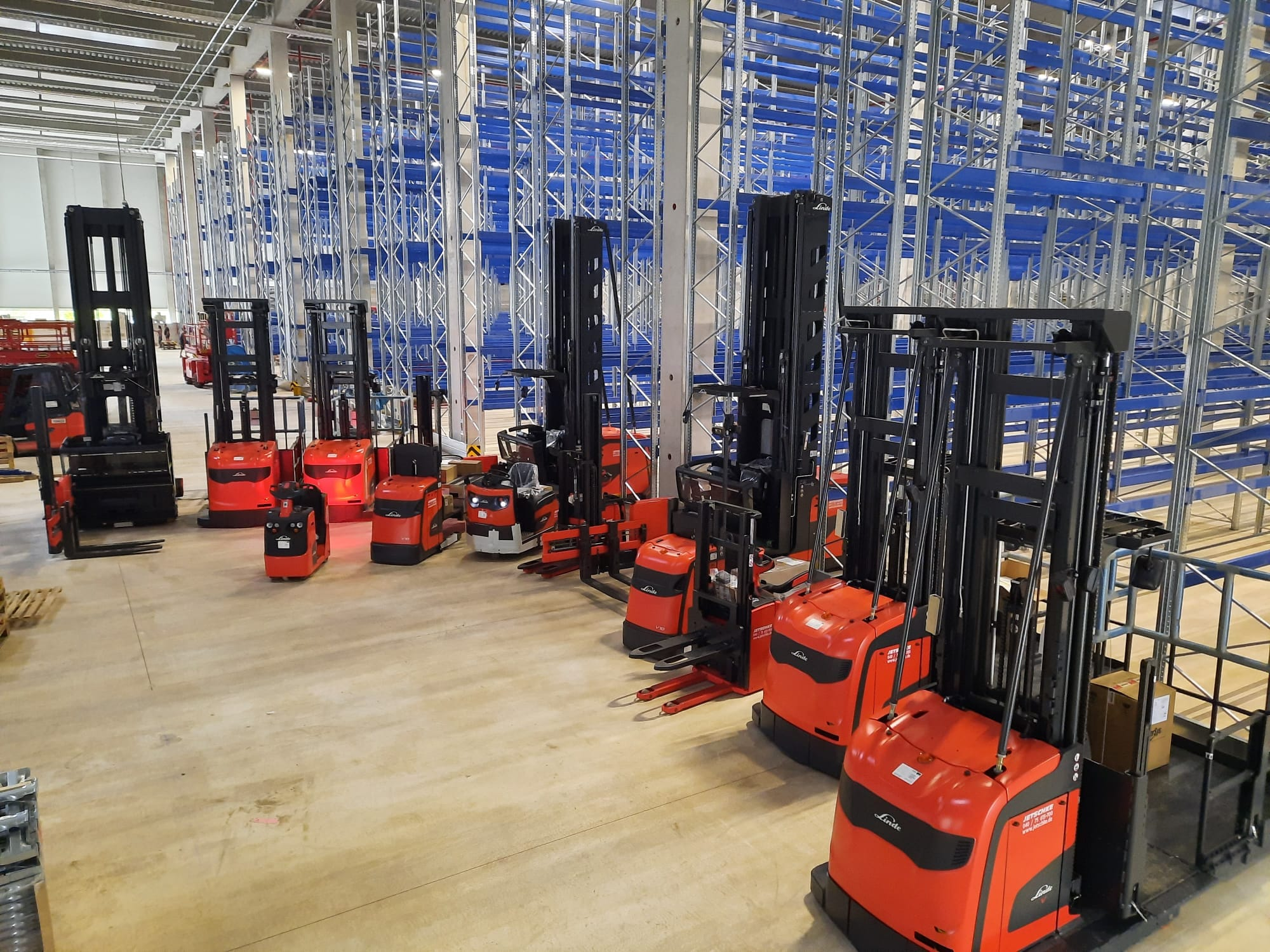
Linde Hochhubwagen

- Elektro-Stapler
- Verbrennungsmotorische Stapler
- Niederhubwagen
- Hochhubwagen
- Schmalgang-Geräte
- Schubmaststapler
- Kommissionierer
- Schlepper
- Logistikzüge
- Automatisierte Fahrzeuge
- Containerstapler/Reachstacker
- Seiten- und Vierwegestapler
- Kehrmaschinen
- Anbaugeräte
- Batterien und Ladegeräte

### Dienstleistungen und Lösungen
- Verkauf von neuen und geprüften gebrauchten Gabelstaplern
- Wartung, Reparatur und Full-Service
- Originalersatzteile, Nachrüstung und Zubehör
- Technik und Sicherheitsservices
- Schulungen
  - Staplerschein
  - Jährliche Unterweisungen
  - Zusatzausbildungen für Staplerfahrer

- Vermietung von Gabelstaplern
- Finanzierung und Leasing
- Intralogistik und Automatisierung
- Flottenmanagement und Assistenzsysteme
- Regalsysteme
- Energiesysteme
- Licht Optionen
- Beratung

## Einsatzgebiet

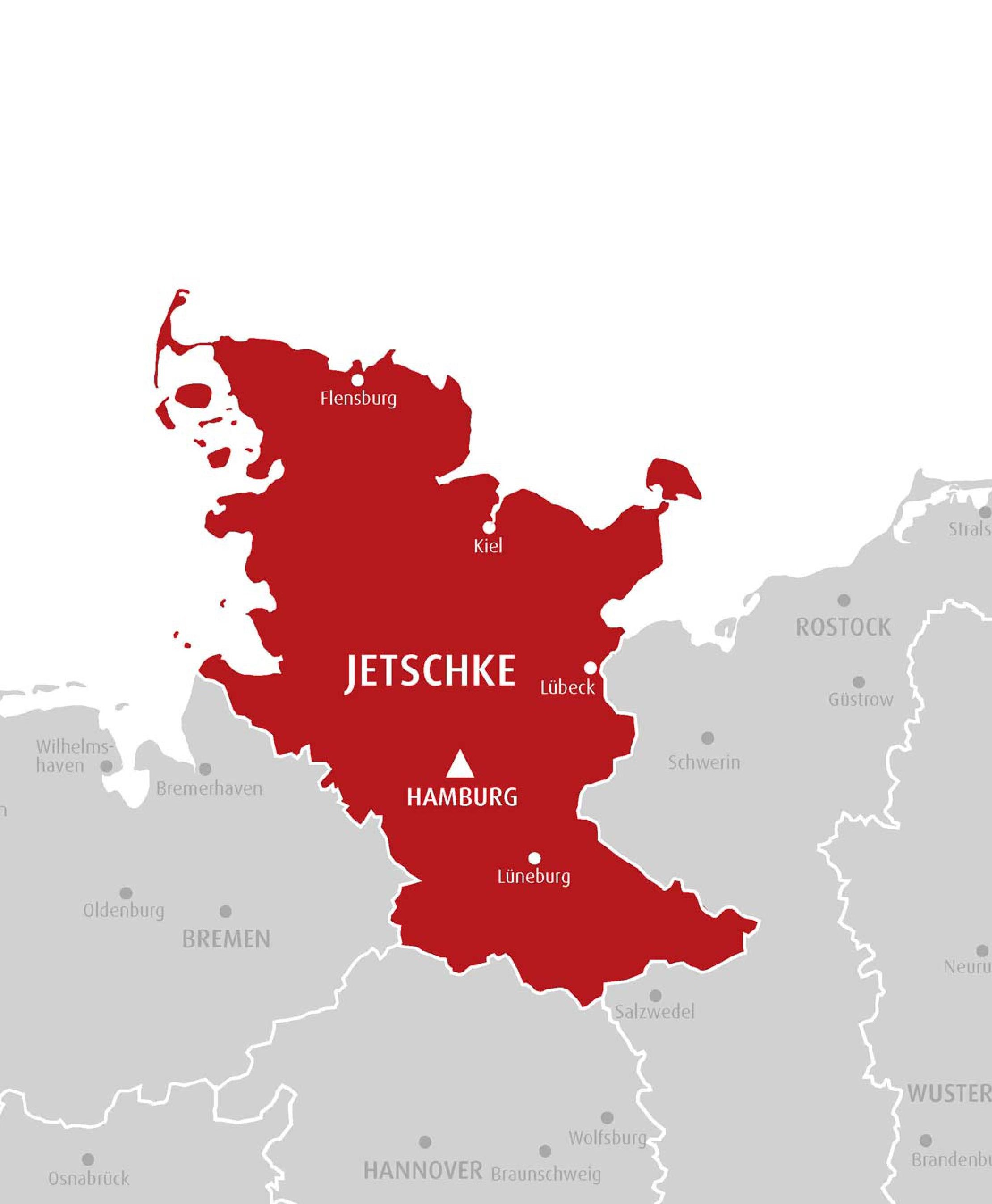
Gebietskarte Jetschke

Das Einsatzgebiet der Firma Jetschke erstreckt sich über ganz Norddeutschland. Es umfasst die gesamte Hansestadt Hamburg, Schleswig-Holstein sowie Teile von Niedersachsen.

## StaplerCup
Jetschke organisiert jährlich, mit Ausnahme der von der Covid-19-Pandemie betroffenen Jahre 2020 und 2021, die Regionalmeisterschaft im Staplerfahren der Regionen Hamburg und Schleswig-Holstein.
Die Regionalmeisterschaft ist die Vorrunde für das nationale Finale, den StaplerCup in Aschaffenburg.